# Frederic Marès i Deulovol

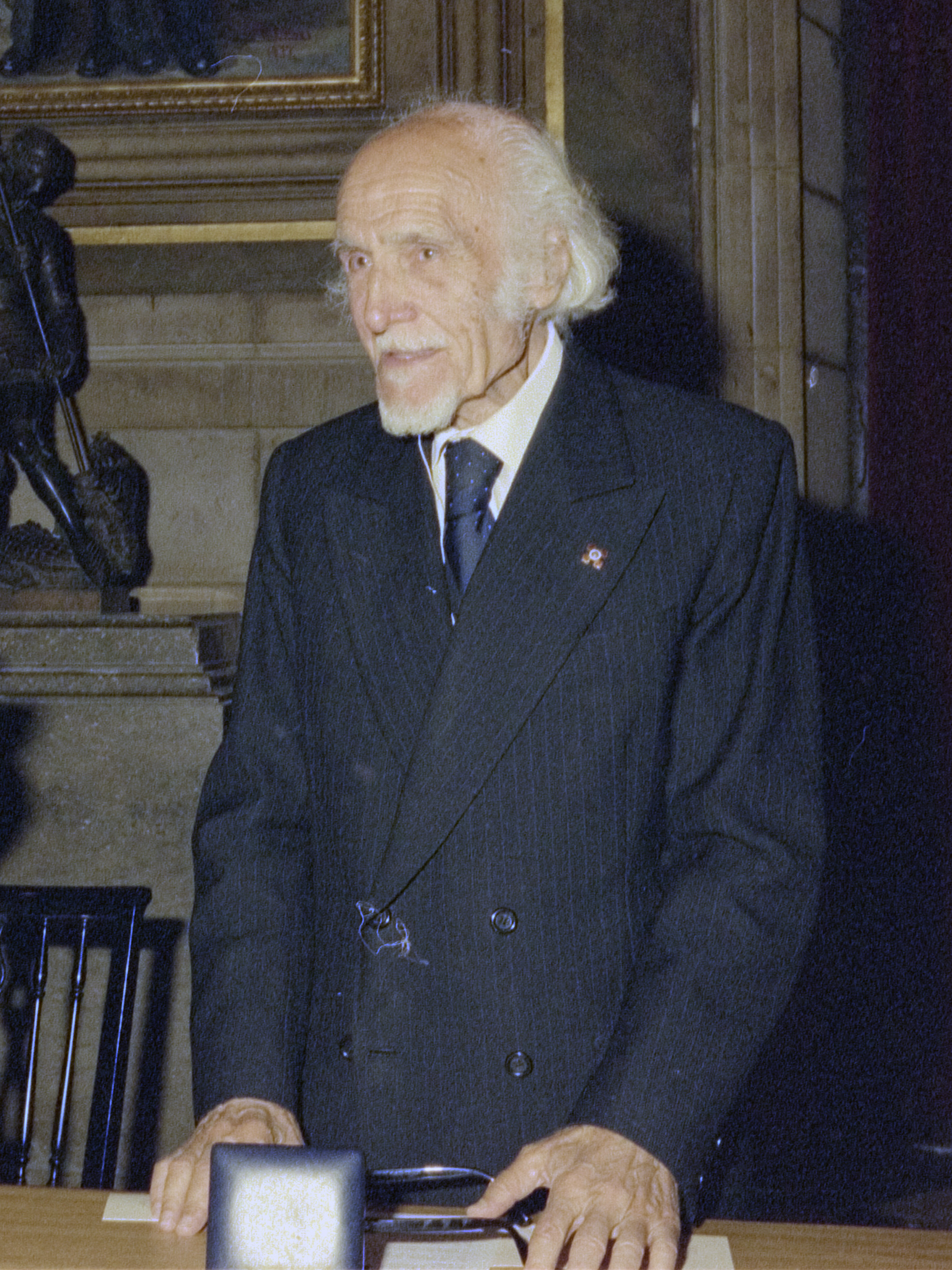
Frederic Marès i Deulovol 1986 bei der Verleihung der Medalla d’Or der Katalanischen Regierung

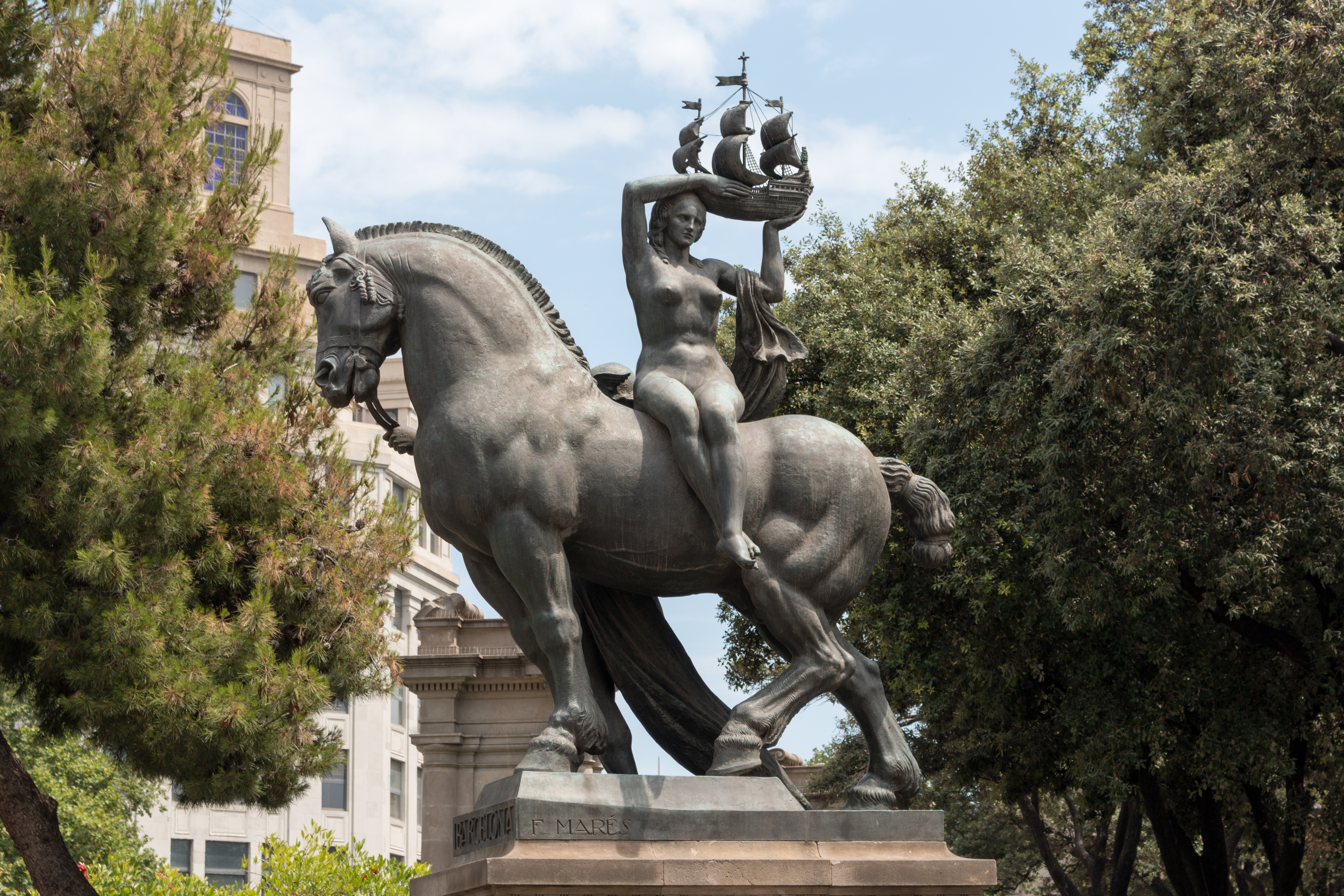
Frederic Marès: Allegorie auf die Stadt Barcelona (Plaça de Catalunya)

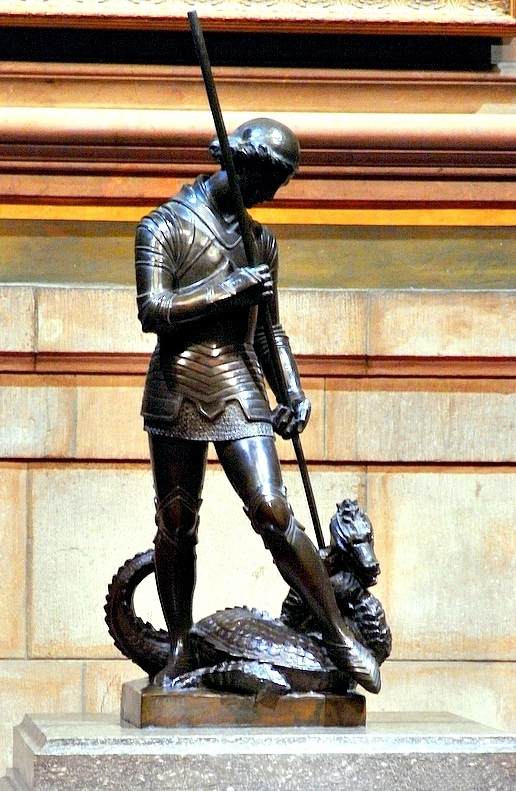
Frederic Marès: Der Heilige Georg tötet den Drachen (Palau de la Generalitat, Barcelona)

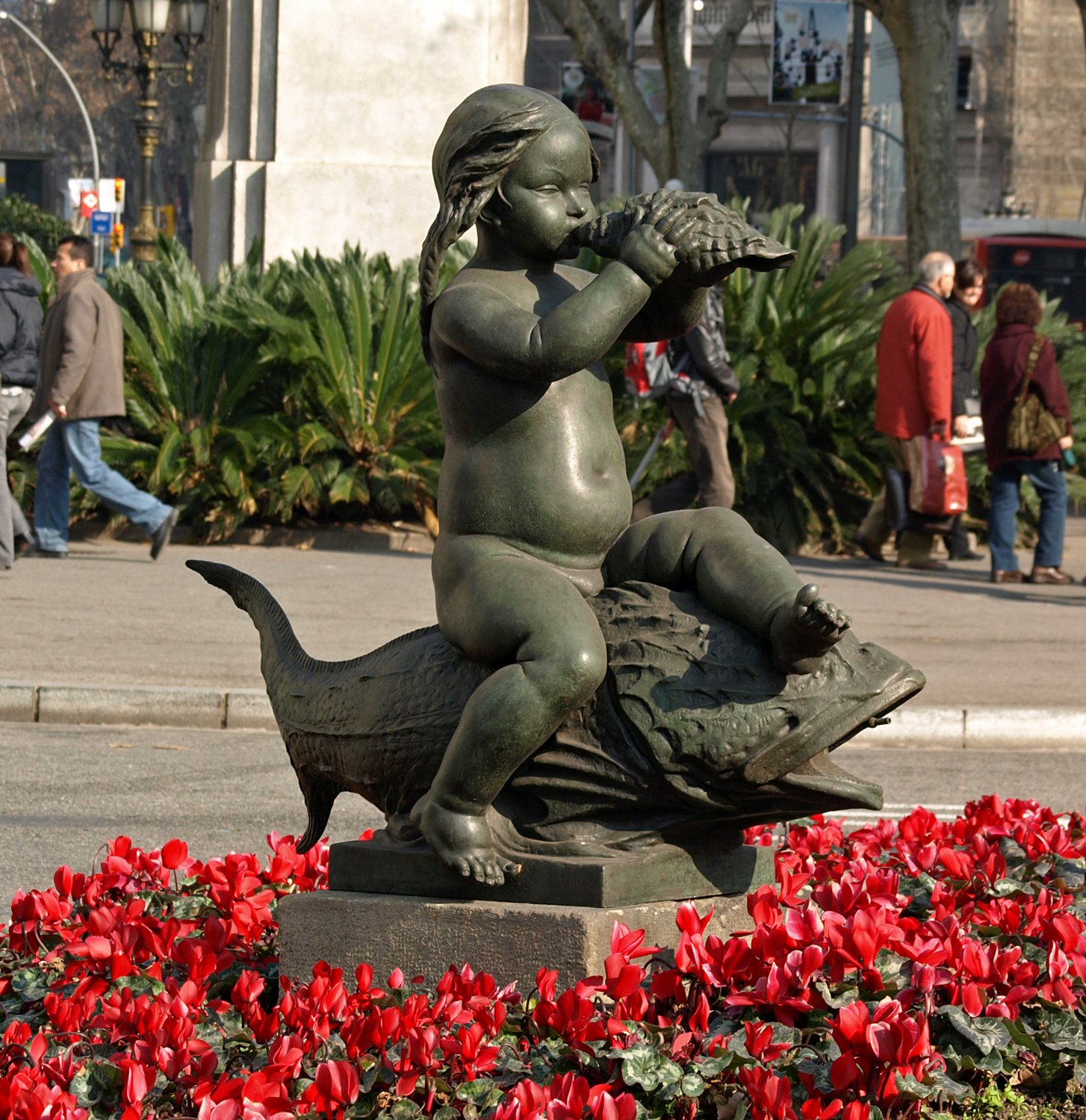
Frederic Marès: Mädchen auf Fisch reitend (Barcelona, 1928)

Frederic Marès i Deulovol (* 18. September 1893 in Portbou; † 16. August 1991 in Barcelona) war ein katalanischer Bildhauer des Modernisme und später des Noucentisme sowie Kunstpädagoge und Kunstsammler.

## Leben und Werk
Frederic Marès zog 1904 mit seiner Familie nach Barcelona. Er absolvierte eine Ausbildung als Bildhauer an der Escola de Belles Arts de Barcelona und in der Werkstatt  des modernistischen Bildhauers Eusebi Arnau. 1913 erhielt er ein Stipendium der Stadt Barcelona, um sein Studium in Paris abzuschließen. Er ging dann studienhalber nach Paris und später nach Rom, Florenz und Brüssel. Bei Aus Ausbruch des Ersten Weltkrieges kehrte er nach Barcelona zurück und eröffnete eine eigene Werkstätte.
Sein erstes eigenständiges Denkmal ist Statue zu Ehren des Kanonikers Rodó (1919). In dieser künstlerischen Frühphase schuf Marès vorwiegend Porträts, Grabskulpturen und weibliche Akte, die sich auf die Ästhetik des 19. Jahrhunderts, den Noucentisme bezogen. Seit den frühen 1920er Jahren entwickelte er sich zu einem der bekanntesten Bildhauer für monumentale Statuen in Katalonien und im gesamten Spanien. Er führte zahlreiche Auftragsarbeiten, unter anderem auch für südamerikanische Städte aus. Von den charakteristischen klassizistischen Arbeiten müssen die Denkmäler von Francesc Layret (1936), Soler i Rovirosa (1930) und die als Victoria bezeichnete Statue (1932 bis 1940) hervorgehoben werden, die als Francisco Franco 1939 in Barcelona einzog, das Denkmal A la República von Josep Viladomat ersetzte. Diese Statue La Victoria wurde 2011 aus dem öffentlichen Bereich in Barcelona entfernt. Bemerkenswert sind auch die Skulpturen, Skulpturengruppen und Reliefs von Frederic Marès am Montjuïc und an der Plaça de Catalunya. 1946 erhielt Marès den Auftrag für die Restaurierung der Königsgräber des Klosters Santa de Maria Poblet.
1944 schenkte Marès seine Kunstsammlung der Stadt Barcelona. Zwei Jahre später wurde auf Basis dieser Sammlungen das Museu Frederic Marès im Königlichen Palast der Grafen von Barcelona im gotischen Stadtviertel eröffnet. Der Name dieses Museums wurde von Intellektuellen um Eugeni d’Ors vorgeschlagen. Marès’ Museumsarbeit wurde durch viele weitere Spenden unterstützt und ergänzt, von denen einige auch die Grundlage für weitere Museen wie das Museu del Llibre, das Büchermuseum in der Biblioteca de Catalunya (Marès war der Sohn eines antiquarischen Buchhändlers), das Museu d’Escultura i de Pintura in Montblanc oder das Museu de la Punta (Stickereimuseum) in Arenys de Mar bildeten. In seinem Testament vermachte er dem Museu Marès insgesamt 32.000 Kunstwerke, darunter Skulpturen, Gemälde und Altarbilder.
Seit 1914 wirkte er als Professor an der Escola de Belles Arts de Barcelona und an der Escola d’Arts Aplicades i Oficis Artístics de Barcelona, der sogenannten Escola de la Llotja. Von 1946 bis 1964 leitete er beide Kunstschulen. Er war auch Vorsitzender der Reial Acadèmia Catalana de Belles Arts de Sant Jordi.
Als Autor veröffentlichte er eine Monographie über die Königsgräber des Klosters Santa Maria de Poblet (1952) sowie die Werke Zwei Jahrhunderte künstlerische Ausbildung im Fürstentum Katalonien (1964), Die faszinierende Welt des Sammelns und der Antiquitäten (1977), Berichte über katalanische Denkmäler (1984) und Port de la Selva. Notas históricas (1972).
Marès nahm an zahlreichen Ausstellungen hauptsächlich in Barcelona und Madrid, aber auch an Ausstellungen im Ausland teil. Er erhielt zahlreiche Auszeichnungen und Ehrungen, darunter auch das Creu de Sant Jordi der Generalitat de Catalunya.